# Freistrahl-Materialauftrag

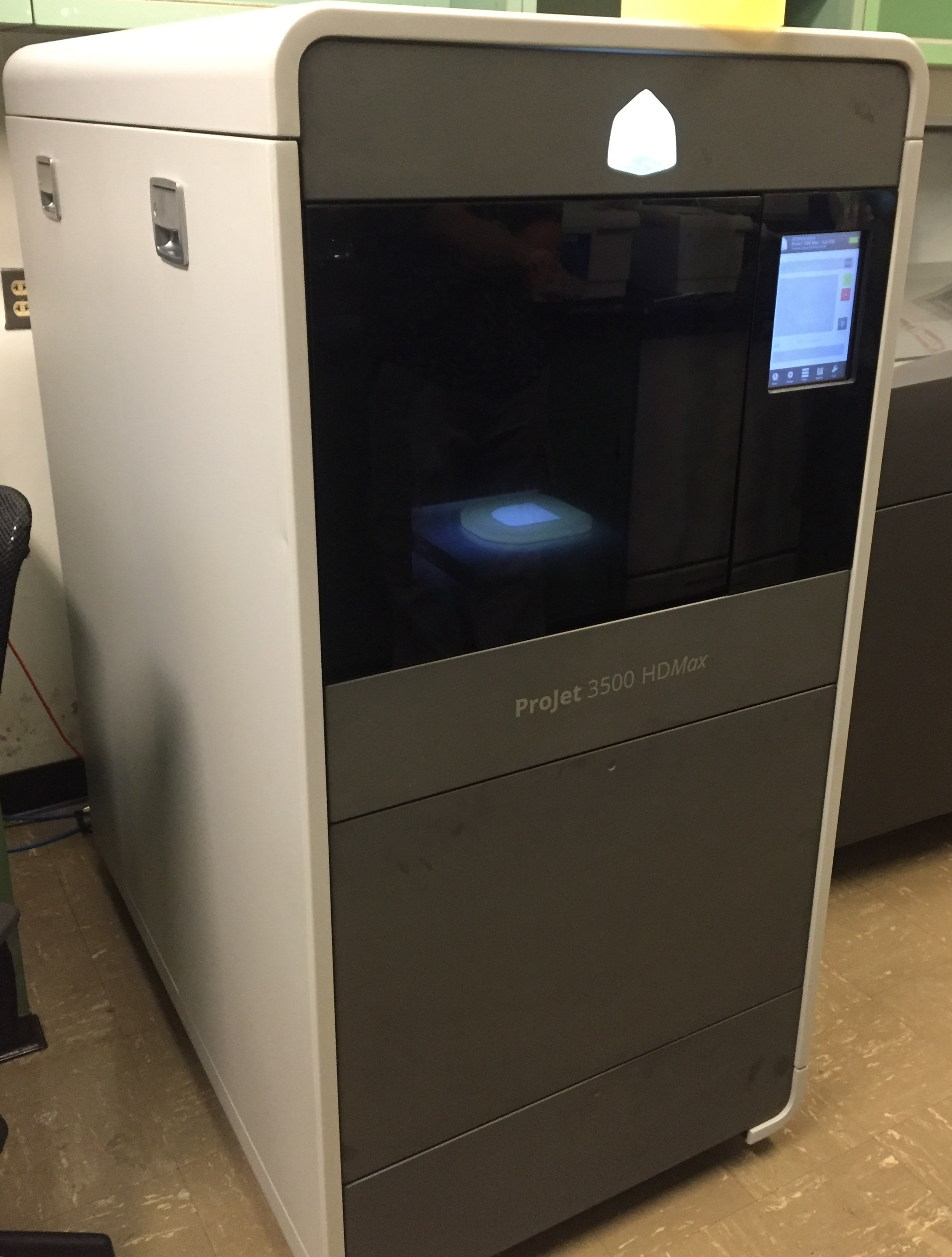
Ein Multi-Jet Modelling Drucker aus der Kategorie des Freistrahl-Materialauftrages

Der Freistrahl-Materialauftrag ist eine Kategorie an Additiven Fertigungsverfahren gemäß der Norm DIN EN ISO 52900:2022-03. Bei den Additiven Fertigungsverfahren wird Material, in der Regel Schicht für Schicht, zusammengefügt um Werkstücke aus 3D-Modelldaten zu erzeugen. Zu den Verfahren dieser Kategorie zählen die Fertigungsprozesse, bei denen Rohmaterial in Form von Tropfen selektiv abgelegt wird.
Zu den verwendeten Werkstoffen zählen verflüssigter Kunststoff, flüssiges Wachs, eine Dispersion aus Metall und Trägerflüssigkeit oder Aerosole aus Gas, Trägerflüssigkeit und Partikel aus Metall, Keramik, Kunststoff oder Biomaterial. Die Energieeinbringung geschieht durch Hitze, UV-Licht, Pneumatik oder Ultraschall und Gasstrom.

## Verfahren und Bezeichnungen
In diese Kategorie fallen unter anderem folgende Verfahren:
- Multi-Jet Modelling[9] oder Poly-Jet Modelling[2][3]
- Nano Particle Jetting, NPJ, für Metalle und Keramik[6][10]
- Tintenstrahldruck (Inkjet-printing)[3][7]
- Aerosol Jet Druck (Aerosol-jet-printing) im Bereich der Kontaktierung[3][8]
- Wax Deposition Modeling, WDM[4][5]